# Mathilde Nelles
Mathilde Nelles (Malmedy, 7 oktober 1997) is een Belgische alpineskiester.
In 2015 nam Nelles deel aan het Wereldkampioenschap in Beaver Creek. Ze haalde er de 47ste plaats in de slalom.
In 2017 haalde ze met het Belgische team een derde plaats op het Wereldkampioenschap voor Junioren.
In 2021 haalde ze de vijfde plaats in de slalom op het National Collegiate Skiing Championship in New Hampshire.